# Agios Tychonas
Agios Tychonas es un pueblo perteneciente al distrito de Limasol, Chipre.

## Superficie
Cuenta con una superficie de 9,772 kilómetros cuadrados.

## Demografía
Hasta 2021 la población era de 4413 habitantes, con una densidad de población de 451,6 habitantes por kilómetro cuadrado.
| Gráfica de evolución demográfica de Agios Tychonas entre 1976 y 2021                 |
|                                                                                      |
| Datos según Population statistics of Eastern Europe & former USSR y City Population. |